# Fred Murphy
Frederick Desmond „Fred” Murphy (ur. 23 sierpnia 1924 w Corowa, zm. w 1983 w South Melbourne) – australijski zapaśnik walczący w stylu klasycznym. Olimpijczyk z Melbourne 1956, gdzie zajął dziewiąte miejsce w kategorii do 73 kg.
Szósty na igrzyskach Imperium Brytyjskiego i Wspólnoty Brytyjskiej w 1958 roku.

## Letnie Igrzyska Olimpijskie 1956
| Konkurencja          | Rundy eliminacyjne        | Rundy eliminacyjne | Klas. końcowa |
| Konkurencja          | Przeciwnik I              | Przeciwnik II      | Miejsce       |
| -------------------- | ------------------------- | ------------------ | ------------- |
| 73 kg styl klasyczny | Siegfried Schäfer (DDR) P | Per Berlin (SWE) P | 9.            |